# Арпадюзю
Перетес (Колхозашен) (вірм. Կոլխոզաշեն), Арпадюзю (азерб. Arpadüzü) — село у Ходжавендському районі Азербайджану, що вважає його частиною Мартунинського району Нагірно-Карабаської Республіки. Село розташоване за 25 км на південний захід від міста Мартуні, за 3 км на південний захід від села Мушкапат, за 3 км на південь від села Ахорті, за 3 км на південний схід від села Гавахан, за 3 км на схід від села Момна, за 4 км на північ від села Херхан, за 5 км на захід від села Карагундж та за 4 км на захід від села Керт.

## Пам'ятки
В селі розташована церква Сурб Аствацацін 19 ст., цвинтар 18-19 ст., селище 17-18 ст. та хачкар 15-17 ст.